# Tigres de la Universidad Autónoma de Nuevo León Premier
El Club de Fútbol Tigres de la Universidad Autónoma de Nuevo León Premier, o simplemente Tigres de la UANL Premier, fue un equipo del Fútbol Mexicano, filial de los Tigres UANL de la Primera División de México. Participaba en el Grupo 1 en la Serie A de la Segunda División de México. Jugaba sus partidos de local en las Instalaciones de Zuazua, en la cancha #2.

## Temporadas
| Apertura 2015 | 3.Segunda LPA     | 9°(Campeón)   |
| Clausura 2016 | 3.Segunda LPA     | 8°(Semifinal) |
| Apertura 2016 | 3.Segunda LPA     | 9°            |
| Clausura 2017 | 3.Segunda LPA     | 3o. Grupo I   |
| Apertura 2017 | 3.Segunda Serie A | 3o. Grupo I   |
| Clausura 2018 | 3.Segunda Serie A | 3o. Grupo I   |

## Palmarés
| Competición nacional         | Títulos        | Subcampeonatos |
| ---------------------------- | -------------- | -------------- |
| Segunda Serie A Filiales (1) | Apertura 2015. |                |